# 密毛红丝线
密毛红丝线（学名：Lycianthes biflora var. subtusochracea）为茄科红丝线属下的一个变种。

## 扩展阅读
- 維基物種上的相關：密毛红丝线